# Sunshine Tour
Le Sunshine Tour est un circuit professionnel de golf masculin basé en Afrique australe. Auparavant, ce circuit fut appelé the South African Tour (circuit sud-africain) ou FNB Tour avant d'être élargi, cependant la grande partie des tournois se disputent toujours en Afrique du Sud.
Ce circuit fait partie des six grands circuits de golf professionnels masculins qui dominent le monde, bien qu'il soit moins doté que les autres circuits, de plus les meilleurs golfeurs sud-africains, s'ils sont qualifiés, préfèrent disputer la PGA Tour (circuit nord-américain) ou le Tour Européen PGA qui sont tous deux nettement mieux dotés avant de revenir dans ce circuit. Ce circuit n'était autorisé qu'aux joueurs blancs jusqu'en 1991 avant d'être ouvert aux joueurs noirs.
Les trois tournois majeurs de ce circuit sont : l'Open sud-africain, le championnat Dunhill et l'Open Joburg, qui tous trois sont également sanctionnés par le Tour Européen, bien que le tournoi le mieux doté du circuit est le Nedbank Golf Challenge. En 2008, il y a 34 tournois inscrit à ce circuit entre janvier et décembre.

## Palmarès

### Ordre du mérite
Pour le classement de l'ordre du mérite, les joueurs doivent effectuer un nombre minimale de tournois, cependant les tournois du majeur sont souvent remportés par des joueurs inscrits sur le Tour Européen et ne peuvent prétendre à ce classement pour ne pas avoir effectué un nombre minimale de tournois. Ainsi, il se peut que le vainqueur de l'ordre du mérite ne soit pas le golfeur ayant cumulé le plus de gains.
| Année   | Golfeur             | Nation         | Gains (R)    |
| ------- | ------------------- | -------------- | ------------ |
| 2016    | Brandon Stone       | Afrique du Sud | 7 384 889,00 |
| 2015    | Georges Coetzee     | Afrique du Sud | 5 470 684,00 |
| 2014    | Thomas Aiken        | Afrique du Sud | 4 057 641,50 |
| 2013    | Dawie van der Walt  | Afrique du Sud | 5 094 333,00 |
| 2012    | Branden Grace       | Afrique du Sud | 2 760 319,00 |
| 2011    | Garth Mulroy        | Afrique du Sud | 3 464 463,00 |
| 2010    | Charl Schwartzel    | Afrique du Sud | 5 097 913,58 |
| 2009    | Anders Hansen       | Danemark       | 4 286 038,20 |
| 2008    | Richard Sterne (en) | Afrique du Sud | 5 599 264,60 |
| 2007    | James Kingston      | Afrique du Sud | 1 980 688,65 |
| 2006/07 | Charl Schwartzel    | Afrique du Sud | 1 585 117,41 |
| 2005/06 | Charl Schwartzel    | Afrique du Sud | 1 207 459,70 |
| 2004/05 | Charl Schwartzel    | Afrique du Sud | 1 635 850,44 |
| 2003/04 | Darren Fichardt     | Afrique du Sud | 726 544,74   |
| 2002/03 | Trevor Immelman     | Afrique du Sud | 2 044 279,45 |
| 2001/02 | Tim Clark           | Afrique du Sud | 1 669 900,71 |
| 2000/01 | Mark McNulty        | Zimbabwe       | 1 603 481,36 |
| 1999/00 | Darren Fichardt     | Afrique du Sud | 558 735,17   |
| 1998/99 | David Frost         | Afrique du Sud | 1 189 761,60 |
| 1997/98 | Mark McNulty        | Zimbabwe       | 589 052,50   |
| 1996/97 | Mark McNulty        | Zimbabwe       | 556 226,57   |
| 1995/96 | Wayne Westner       | Afrique du Sud | 709 388,66   |
| 1994/95 | Ernie Els           | Afrique du Sud | 460 488,35   |
| 1993/94 | Tony Johnstone      | Zimbabwe       | 297 358,75   |
| 1992/93 | Mark McNulty        | Zimbabwe       | 250 079,16   |
| 1991/92 | Ernie Els           | Afrique du Sud |              |
| 1990/91 | John Bland          | Afrique du Sud |              |
| 1989/90 | John Bland          | Afrique du Sud |              |
| 1988/89 | Tony Johnstone      | Zimbabwe       |              |
| 1987/88 | John Bland          | Afrique du Sud |              |
| 1986/87 | Mark McNulty        | Zimbabwe       |              |
| 1985/86 | Mark McNulty        | Zimbabwe       |              |
| 1984/85 | Mark McNulty        | Zimbabwe       |              |
| 1983/84 | Gavan Levenson      | Afrique du Sud |              |
| 1982/83 | Nick Price          | Zimbabwe       |              |
| 1981/82 | Mark McNulty        | Zimbabwe       |              |
| 1980/81 | Mark McNulty        | Zimbabwe       |              |
| 1979/80 | Gary Player         | Afrique du Sud |              |
| 1978/79 | Hugh Baiocchi       | Afrique du Sud |              |
| 1977/78 | John Bland          | Afrique du Sud |              |
| 1976/77 | Gary Player         | Afrique du Sud |              |
| 1975/76 | Allan Henning       | Afrique du Sud |              |
| 1974/75 | Allan Henning       | Afrique du Sud |              |
| 1973/74 | Hugh Baiocchi       | Afrique du Sud |              |
| 1972/73 | Bobby Cole          | Afrique du Sud |              |